# Croatia Open Umag 2006 - Qualificazioni singolare
Le qualificazioni del singolare  del Croatia Open Umag 2006 sono state un torneo di tennis preliminare per accedere alla fase finale della manifestazione. I vincitori dell'ultimo turno sono entrati di diritto nel tabellone principale. In caso di ritiro di uno o più giocatori aventi diritto a questi sono subentrati i lucky loser, ossia i giocatori che hanno perso nell'ultimo turno ma che avevano una classifica più alta rispetto agli altri partecipanti che avevano comunque perso nel turno finale.
Le qualificazioni del torneo Croatia Open Umag 2006 prevedevano 32 partecipanti di cui 4 sono entrati nel tabellone principale.

## Teste di serie
1. Stefano Galvani (ultimo turno)
2. Ilija Bozoljac (primo turno)
3. Flavio Cipolla (Qualificato)
4. Gorka Fraile (secondo turno)

1. Saša Tuksar (primo turno)
2. Miša Zverev (ultimo turno)
3. Santiago Ventura (Qualificato)
4. Francesco Aldi (secondo turno)

## Qualificati
1. Stefano Ianni
2. Santiago Ventura

1. Flavio Cipolla
2. Juan Pablo Guzmán

## Tabellone

### Legenda
| - Q = Qualificato - WC = Wild card - LL = Lucky loser | - ALT = Alternate - SE = Special Exempt - PR = Protected Ranking | - w/o = Walkover - r = Ritirato - d = Squalificato |

### Sezione 1
|  | Primo turno      | Primo turno      | Primo turno      | Primo turno | Primo turno |  |  | Secondo turno | Secondo turno   | Secondo turno   | Secondo turno | Secondo turno |   |   | Ultimo turno | Ultimo turno    | Ultimo turno | Ultimo turno | Ultimo turno |  |
|  |                  |                  |                  |             |             |  |  |               |                 |                 |               |               |   |   |              |                 |              |              |              |  |
|  | 1                | Stefano Galvani  | Stefano Galvani  | 6           | 6           |  |  |               |                 |                 |               |               |   |   |              |                 |              |              |              |  |
|  |                  | Marko Bošković   | Marko Bošković   | 1           | 1           |  |  | 1             | Stefano Galvani | Stefano Galvani | 6             | 6             |   |   |              |                 |              |              |              |  |
|  | Goran Tošić      | Goran Tošić      | Goran Tošić      | 7           | 6           |  |  |               | Goran Tošić     | Goran Tošić     | 2             | 4             |   |   |              |                 |              |              |              |  |
|  | Vilim Visak      | Vilim Visak      | Vilim Visak      | 5           | 2           |  |  |               |                 |                 |               |               |   |   | 1            | Stefano Galvani | 6            | 4            | 4            |  |
|  | Jan Minar        | Jan Minar        | Jan Minar        | 6           | 6           |  |  |               |                 |                 | Stefano Ianni | 2             | 6 | 6 |              |                 |              |              |              |  |
|  | Alessandro Motti | Alessandro Motti | Alessandro Motti | 0           | 4           |  |  | Jan Minar     | Jan Minar       | Jan Minar       | 63            | 4             |   |   |              |                 |              |              |              |  |
|  |                  | Stefano Ianni    | Stefano Ianni    | 7           | 3           |  |  | Stefano Ianni | Stefano Ianni   | Stefano Ianni   | 7             | 6             |   |   |              |                 |              |              |              |  |
|  | 5                | Saša Tuksar      | Saša Tuksar      | 65          | 1r          |  |  |               |                 |                 |               |               |   |   |              |                 |              |              |              |  |

### Sezione 2
|  | Primo turno          | Primo turno          | Primo turno          | Primo turno | Primo turno |  |  | Secondo turno    | Secondo turno    | Secondo turno    | Secondo turno    | Secondo turno    |   |   | Ultimo turno | Ultimo turno | Ultimo turno | Ultimo turno | Ultimo turno |  |
|  |                      |                      |                      |             |             |  |  |                  |                  |                  |                  |                  |   |   |              |              |              |              |              |  |
|  |                      | Wolfgang Schranz     | 1                    | 6           | 2           |  |  |                  |                  |                  |                  |                  |   |   |              |              |              |              |              |  |
|  | 2                    | Ilija Bozoljac       | 6                    | 4           | 0r          |  |  | Wolfgang Schranz | Wolfgang Schranz | Wolfgang Schranz | 1                | 0r               |   |   |              |              |              |              |              |  |
|  | David Savic          | David Savic          | David Savic          | 6           | 6           |  |  | David Savic      | David Savic      | David Savic      | 6                | 1                |   |   |              |              |              |              |              |  |
|  | Rok Jarc             | Rok Jarc             | Rok Jarc             | 3           | 3           |  |  |                  |                  |                  |                  |                  |   |   |              | David Savic  | David Savic  | 1            | 2            |  |
|  | Blaž Kavčič          | Blaž Kavčič          | Blaž Kavčič          | 6           | 6           |  |  |                  |                  | 7                | Santiago Ventura | Santiago Ventura | 6 | 6 |              |              |              |              |              |  |
|  | Ante Nakić-Alfirević | Ante Nakić-Alfirević | Ante Nakić-Alfirević | 3           | 1           |  |  |                  | Blaž Kavčič      | Blaž Kavčič      | 62               | 3                |   |   |              |              |              |              |              |  |
|  | 7                    | Santiago Ventura     | Santiago Ventura     | 6           | 6           |  |  | 7                | Santiago Ventura | Santiago Ventura | 7                | 6                |   |   |              |              |              |              |              |  |
|  |                      | Josko Topic          | Josko Topic          | 2           | 2           |  |  |                  |                  |                  |                  |                  |   |   |              |              |              |              |              |  |

### Sezione 3
|  | Primo turno            | Primo turno            | Primo turno            | Primo turno | Primo turno |  |  | Secondo turno | Secondo turno   | Secondo turno   | Secondo turno   | Secondo turno |   |   | Ultimo turno | Ultimo turno   | Ultimo turno | Ultimo turno | Ultimo turno |  |
|  |                        |                        |                        |             |             |  |  |               |                 |                 |                 |               |   |   |              |                |              |              |              |  |
|  | 3                      | Flavio Cipolla         | Flavio Cipolla         | 6           | 6           |  |  |               |                 |                 |                 |               |   |   |              |                |              |              |              |  |
|  |                        | Marcelo Charpentier    | Marcelo Charpentier    | 3           | 3           |  |  | 3             | Flavio Cipolla  | Flavio Cipolla  | 6               | 7             |   |   |              |                |              |              |              |  |
|  | David Novak            | David Novak            | David Novak            | 7           | 7           |  |  |               | David Novak     | David Novak     | 1               | 63            |   |   |              |                |              |              |              |  |
|  | Martin Vacek           | Martin Vacek           | Martin Vacek           | 5           | 63          |  |  |               |                 |                 |                 |               |   |   | 3            | Flavio Cipolla | 6            | 4            | 6            |  |
|  | Manuel Jorquera        | Manuel Jorquera        | Manuel Jorquera        | 7           | 6           |  |  |               |                 | 6               | Miša Zverev     | 2             | 6 | 4 |              |                |              |              |              |  |
|  | Javier Genaro-Martinez | Javier Genaro-Martinez | Javier Genaro-Martinez | 62          | 3           |  |  |               | Manuel Jorquera | Manuel Jorquera | Manuel Jorquera |               |   |   |              |                |              |              |              |  |
|  | 6                      | Miša Zverev            | Miša Zverev            | 6           | 6           |  |  | 6             | Miša Zverev     | Miša Zverev     | Miša Zverev     | W-O           |   |   |              |                |              |              |              |  |
|  |                        | Boris Conkic           | Boris Conkic           | 2           | 2           |  |  |               |                 |                 |                 |               |   |   |              |                |              |              |              |  |

### Sezione 4
|  | Primo turno           | Primo turno           | Primo turno     | Primo turno | Primo turno |  |  | Secondo turno | Secondo turno     | Secondo turno     | Secondo turno     | Secondo turno     |   |   | Ultimo turno  | Ultimo turno  | Ultimo turno  | Ultimo turno | Ultimo turno |  |
|  |                       |                       |                 |             |             |  |  |               |                   |                   |                   |                   |   |   |               |               |               |              |              |  |
|  | 4                     | Gorka Fraile          | Gorka Fraile    | 65          | 2           |  |  |               |                   |                   |                   |                   |   |   |               |               |               |              |              |  |
|  |                       | Željko Krajan         | Željko Krajan   | 7           | 0r          |  |  | 4             | Gorka Fraile      | 4                 | 6                 | 4                 |   |   |               |               |               |              |              |  |
|  | Franco Skugor         | Franco Skugor         | Franco Skugor   | 6           | 6           |  |  |               | Franco Skugor     | 6                 | 3                 | 6                 |   |   |               |               |               |              |              |  |
|  | Ambroz Brezovar       | Ambroz Brezovar       | Ambroz Brezovar | 1           | 0           |  |  |               |                   |                   |                   |                   |   |   | Franco Skugor | Franco Skugor | Franco Skugor | 3            | 62           |  |
|  | Juan Pablo Guzmán     | Juan Pablo Guzmán     | 5               | 6           | 6           |  |  |               |                   | Juan Pablo Guzmán | Juan Pablo Guzmán | Juan Pablo Guzmán | 6 | 7 |               |               |               |              |              |  |
|  | Giancarlo Petrazzuolo | Giancarlo Petrazzuolo | 7               | 4           | 3           |  |  |               | Juan Pablo Guzmán | 0                 | 6                 | 6                 |   |   |               |               |               |              |              |  |
|  | 8                     | Francesco Aldi        | Francesco Aldi  | 7           | 6           |  |  | 8             | Francesco Aldi    | 6                 | 4                 | 4                 |   |   |               |               |               |              |              |  |
|  |                       | Enrico Burzi          | Enrico Burzi    | 5           | 1           |  |  |               |                   |                   |                   |                   |   |   |               |               |               |              |              |  |